# София Луиза фон Анхалт-Бернбург
София Луиза фон Анхалт-Бернбург (на немски: Sophie Louise von Anhalt-Bernburg; * 29 юни 1732 в Бернбург; † 6 октомври 1786 в дворец Барут) от род Аскани е принцеса от Анхалт-Бернбург и чрез женитба графиня на Золмс-Барут.
Тя е единствената дъщеря на княз Виктор II Фридрих фон Анхалт-Бернбург (1700 – 1765) и първата му съпруга принцеса Луиза фон Анхалт-Десау (1709 – 1732), дъщеря на княз Леополд I фон Анхалт-Десау. Майка ѝ умира един месец след нейното раждане. 
София Луиза се омъжва на 20 май 1753 г. в Бернбург за граф Фридрих Готлиб Хайнрих фон Золмс-Барут (* 25 юли 1725; † 24 януари 1787), син на граф Фридрих Зигизмунд II фон Золмс-Барут (1669 – 1737) и втората му съпруга графиня Ернестина Елизабет фон Золмс-Зоненвалде (1695 – 1730). Те имат две деца:
- Фридерика Вилхелмина Луиза (* 14 септември 1755 в Барут; † 17 декември 1832 в Рим), омъжена на 13 април 1773 г. (развод 1783) за граф Николаус Вилхелм Август фон Бургхаус
- Фридрих Карл Леополд (* 27 октомври 1757 в Барут; † 7 август 1801 в Касел), граф на Золмс-Барут (1787 – 1801), женен на 23 юли 1787 г. в Барут за графиня Георгина фон Валвиц (* 23 април 1768, † 7 февруари 1839)

- Герб на графовете фон Золмс
- Дворец Барут през 19 век